# Min Do-hee
Min Do-hee (hangul: 민도희; Yeosu, Jeolla del Sur, 25 de septiembre de 1994) conocida artísticamente como Dohee, es una cantante y actriz surcoreana. Fue miembro del grupo Tiny-G.

## Carrera

### Música
Fue una integrante del grupo de chicas de K-pop Tiny-G, e hizo su debut de actriz en el drama Reply 1994, que se estrenó en 2013 y se emitió en televisión por un canal de cable.

### Televisión
En 2022 se unirá al elenco recurrente de la serie Rookies (también conocida como "Our Police Course") donde dará vida a Woo Joo-young, una estudiante de primer año de una escuela secundaria de ciencias que sueña con convertirse en investigador forense.

## Filmografía

### Series de televisión
| Año  | Título                     | Personaje                       | Cadena      | Notas               |
| ---- | -------------------------- | ------------------------------- | ----------- | ------------------- |
| 2013 | Reply 1994                 | Jo Yoon-jin                     | tvN         |                     |
| 2014 | Mother's Garden            | Ha Ri-ra                        | MBC         | (cameo)             |
| 2014 | Pluto Secret Society       | Compradora del mercado          | EBS         | (cameo)             |
| 2014 | Boarding House No. 24      | Min Do-hee                      | MBC Every 1 |                     |
| 2014 | Naeil's Cantabile          | Choi Min-hee                    | KBS2        |                     |
| 2015 | Hogu's Love                | Alumna de bachillerato de Yeosu | tvN         | (cameo, episodio 2) |
| 2015 | My Mom                     | Kong Soon-yi                    | MBC         |                     |
| 2016 | Ms. Temper and Nam Jung-Gi | Emily                           | JTBC        | (cameo)             |
| 2016 | Entertainer                | Luna                            | SBS         | (cameo, episode 4)  |
| 2016 | Mirror of the Witch        | Soon-deuk                       | JTBC        |                     |
| 2017 | Lingerie Girls’ Generation | Ae-sook                         | KBS2        |                     |
| 2018 | My ID Gangnam Beauty       | Oh Hyun-jung                    | JTBC        |                     |
| 2018 | Clean with Passion for Now | Min Joo-yeon                    | JTBC        |                     |
| 2020 | 365: Repeat the Year       | Min Joo-young                   | MBC         |                     |
| 2020 | How to Buy a Friend        | Choi Mi-ra                      | KBS         | [ 6 ]               |
| 2022 | Rookie Cops                | Woo Joo-young                   | Disney+     | 16 episodes         |

### Películas
| Año  | Título                 | Papel   | Ref.          |
| ---- | ---------------------- | ------- | ------------- |
| 2014 | Tunnel 3D              | Chica   |               |
| 2015 | Perfect Proposal       | Yoo-mi  |               |
| 2017 | Daddy You, Daughter Me |         |               |
| 2021 | The Book of Fish       | Bok-rye | [ 10 ] [ 11 ] |

### Programas de variedades
| Año  | Título              | Canal | Papel                                                         |
| ---- | ------------------- | ----- | ------------------------------------------------------------- |
| 2017 | King of Mask Singer | MBC   | Participante como "Ya no soy una niña. Matilda" (Episode 107) |

## Discografía

### Solo
| Año  | Título          | Notas                  | Álbum                                            |
| ---- | --------------- | ---------------------- | ------------------------------------------------ |
| 2013 | "Fate"          | duet con Kim Sung-kyun | banda sonora de Reply 1994 OST                   |
| 2013 | "Keep In Touch" | Untouchable con Dohee  | canción de Untouchable: Fourth Mini Album 'TRIP' |
| 2014 | "Mirror Mirror" | duet con J.Min         | canción de Cunning Single Lady OST               |

## Premios y nominaciones
| Año  | Premio                                       | Categoría                            | Trabajo          | Resultado |
| ---- | -------------------------------------------- | ------------------------------------ | ---------------- | --------- |
| 2014 | 50th Baeksang Arts Awards                    | Mejor Actriz Nueva (TV)              | Reply 1994       | Ganó      |
| 2014 | 50th Baeksang Arts Awards                    | Actriz Más Popular (TV)              | Reply 1994       | Ganó      |
| 2014 | 7th Korea Drama Awards                       | Mejor Actriz Nueva                   | Reply 1994       | Ganó      |
| 2014 | 7th Korea Drama Awards                       | La Mejor Pareja (with Kim Sung-kyun) | Reply 1994       | Ganó      |
| 2014 | 16th Seoul International Youth Film Festival | Mejor Actriz joven                   | Reply 1994       | Ganó      |
| 2014 | 3rd APAN Star Awards                         | Mejor Actriz Nueva                   | Reply 1994       | Ganó      |
| 2021 | 41st Golden Cinema Film Festival             | Best New Actress                     | The Book of Fish | Ganó      |